# Bottarga
La bottarga è un alimento costituito dall'ovario del pesce, le cui uova vengono salate ed essiccate con procedimenti tradizionali. Viene ricavata dalle uova del cefalo, la più classica, o del tonno. I due prodotti differiscono sia nel colore sia nel gusto (più deciso in quella di tonno).

## Produzione
In Italia la bottarga di muggine, o cefalo (Mugil cephalus) viene prodotta principalmente in:
- Sardegna: sono conosciute quelle di Cagliari, della cooperativa dei pescatoTortolì, Sant'Antioco, Marceddì di Terralba, e soprattutto quella dello stagno di Cabras;
- Toscana: a Orbetello, nella Maremma Grossetana.

La bottarga di tonno rosso (Thunnus thynnus), viene prodotta principalmente negli stabilimenti di:
- Favignana, Trapani e San Vito Lo Capo in Sicilia occidentale;
- a Marzamemi e Portopalo di Capo Passero, nella costa più meridionale della Sicilia;
- Carloforte in Sardegna;
- Cetara in Campania;
- nella provincia di Reggio Calabria.

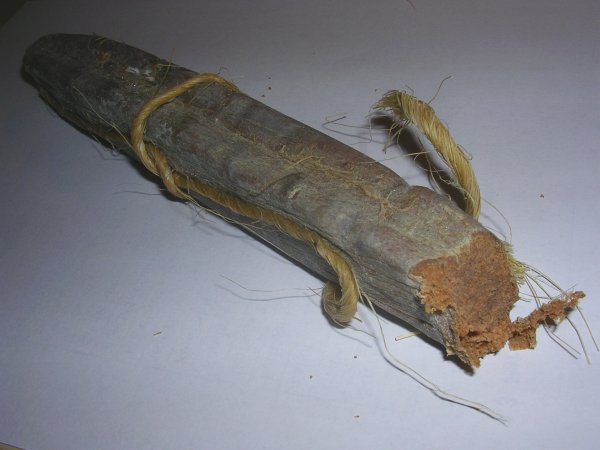
Baffa di uovo di tonno rosso di Favignana

L'"uovo di tonno rosso" siciliano è inserito tra i prodotti agroalimentari tradizionali siciliani riconosciuti dal Ministero delle Politiche Agricole, Alimentari e Forestali, su proposta della Regione Siciliana.
Figura storicamente legata alla produzione della bottarga è Il mastro salatore, responsabile del processo di produzione, dalla eviscerazione all'affinamento. Storicamente infatti il mastro era colui al quale al termine della pesca venivano affidate le uova, che a differenza del passato, in cui rappresentavano quasi uno scarto, oggi sono di grande prestigio. Il mastro salatore diventa quindi custode di un processo consolidato nel tempo, senza alterare le caratteristiche tipiche della bottarga. Allo stato attuale risulta un marchio registrato e depositato da un produttore siciliano. È prodotta anche con le meno pregiate uova di tonno pinne gialle.

### Varietà
Le bottarghe hanno caratteristiche intrinseche ed estrinseche diverse. Tutto dipende dalle modalità di preparazione e dalla natura delle uova (maturità del tonno, momento di cattura, periodo di essiccazione, percentuale di umidità, percentuale di sale). Le pinne commercialmente presenti sul mercato sono molto diverse tra loro, il che dipende quasi esclusivamente dalla qualità del tonno e quindi dell'Ingrediente madre. Negli ultimi anni è prodotta quasi esclusivamente bottarga di tonno pinna gialla, di qualità inferiore, riconoscibile perché le baffe sono più piccole e non superano i 6/8 cm di larghezza.

## Storia
L'origine del prodotto sembra essere stata fenicia, ma il termine deriva dall'arabo buṭāriḵ (بُطَارِخ) o baṭāriḵ (بَطَارِخ), «uova di pesce salate», legando il vocabolo a una radice che avrebbe acquisito perciò il significato di «conservare sotto sale». Gli arabi erano famosi nell'area del Mediterraneo per le loro affinate tecniche culinarie, che trasmisero anche alle altre popolazioni mediterranee, spesso assieme al nome dei prodotti. Nella lingua sarda essa è chiamata butàriga, termine che conserva una forte assonanza con quello arabo. Il nome arabo deriverebbe dal copto ⲡⲓⲧⲁⲣⲓⲭⲓⲟⲛ (pitarikhion) o ⲡⲓⲧⲁⲣⲓⲭⲟⲛ (pitarikhon), dal greco τάριχος (tárikhos), cioè «cadavere imbalsamato» e dunque «carne (di pesce) conservata mediante salatura, marinatura, essiccazione o affumicatura»

## Caratteristiche
La bottarga di tonno ha un colore che varia dal rosa chiaro a quello scuro, mentre quella di muggine ha un colore ambrato. Anche le pezzature variano. La baffa di un tonno di oltre 100 chili può superare il chilo di peso, mentre solitamente non superano i 400 grammi quelle di muggine.
Attualmente in Italia è possibile trovare bottarghe artigianali di grandi dimensioni (sopra i 400 g) soltanto di muggini selvatici, un esempio quelle prodotte tradizionalmente a Tortolì (NU).
La sacca ovarica viene estratta dal pesce femmina e facendo attenzione a non romperla, è lavata per eliminarne le impurità (l'umore), e poi sottoposta a salatura (ricoperta con sale marino, avendo cura di rivoltare quotidianamente le sacche e di sostituire periodicamente il sale), pressatura e stagionatura. Può essere conservata in cera d'api. È un alimento apprezzato per l'alto tenore di proteine, di omega-3.

## Altre specialità

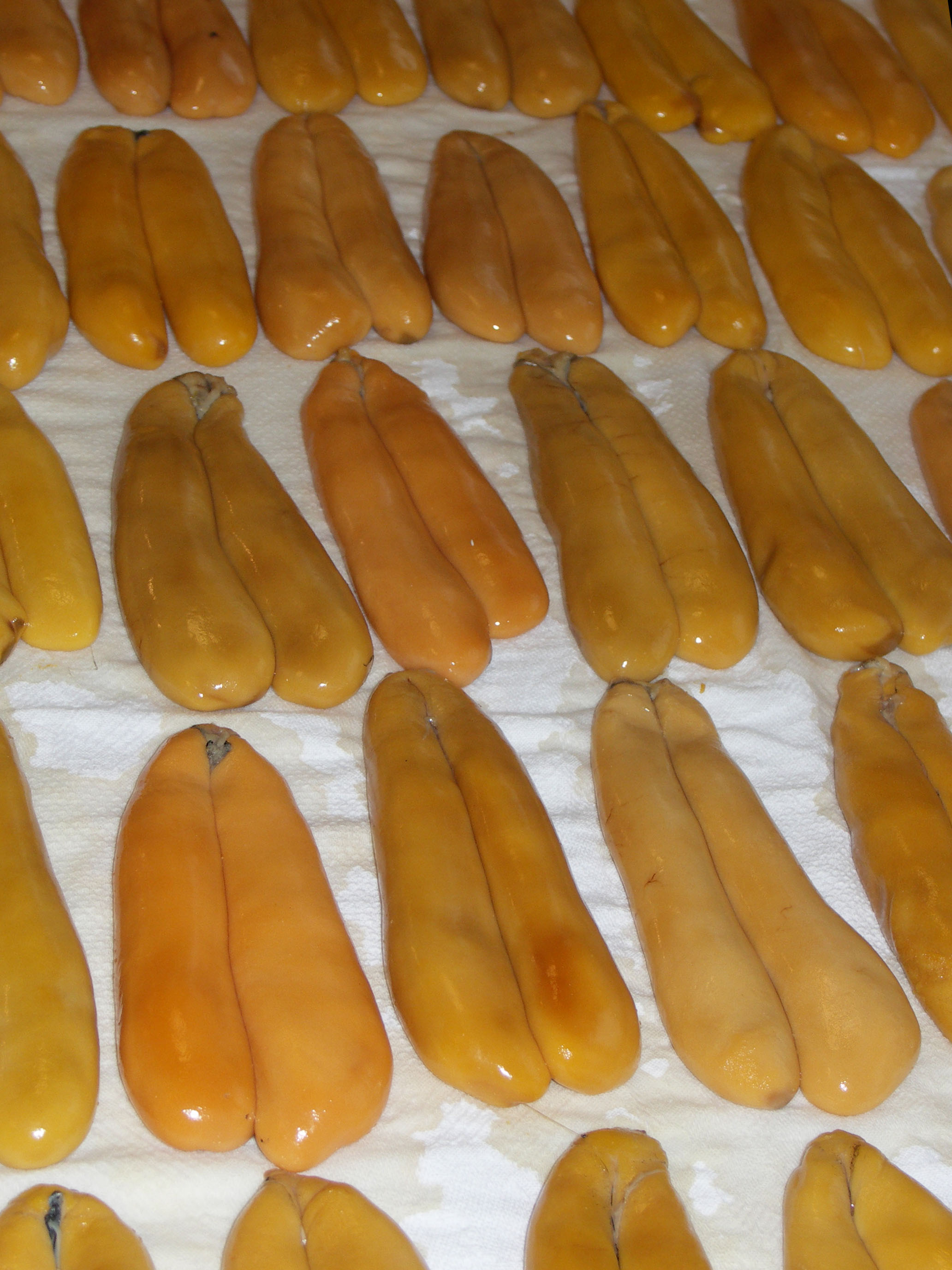
Karasumi

Esistono specialità simili anche in altri tratti costieri del mar Mediterraneo: la poutargue nel francoprovenzale dove è anche chiamata caviale del Mediterraneo. Ad Alghero e nella Spagna catalanofona (soprattutto nella provincia di Alicante) è diffuso un tipo di bottarga ottenuto dalle uova di molva, una specie imparentata col merluzzo, dal colore arancione carico e con un aroma ancor meno deciso di quella di muggine. In spagnolo è huevas de maruca.
Varianti sono prodotte utilizzando anche uova di pesce spada: in tal caso la dicitura "bottarga" non è più appropriata.
Particolare pregio commerciale ha la Bottarga di muggine con "Su Biddiu", parte del pesce che le dà valore gastronomico e di immagine: si eviscera contemporaneamente la sacca ovarica insieme a una parte del pesce (detta "Su Biddiu"), parte dell'"ombelico" del muggine.
In Giappone con le uova di muggine si produce il karasumi (からすみ in caratteri Hiragana, カラスミ in Katakana et 鱲子 in caratteri Kanji), mentre con il merluzzo d'Alaska si produce il mentaiko.

## In cucina

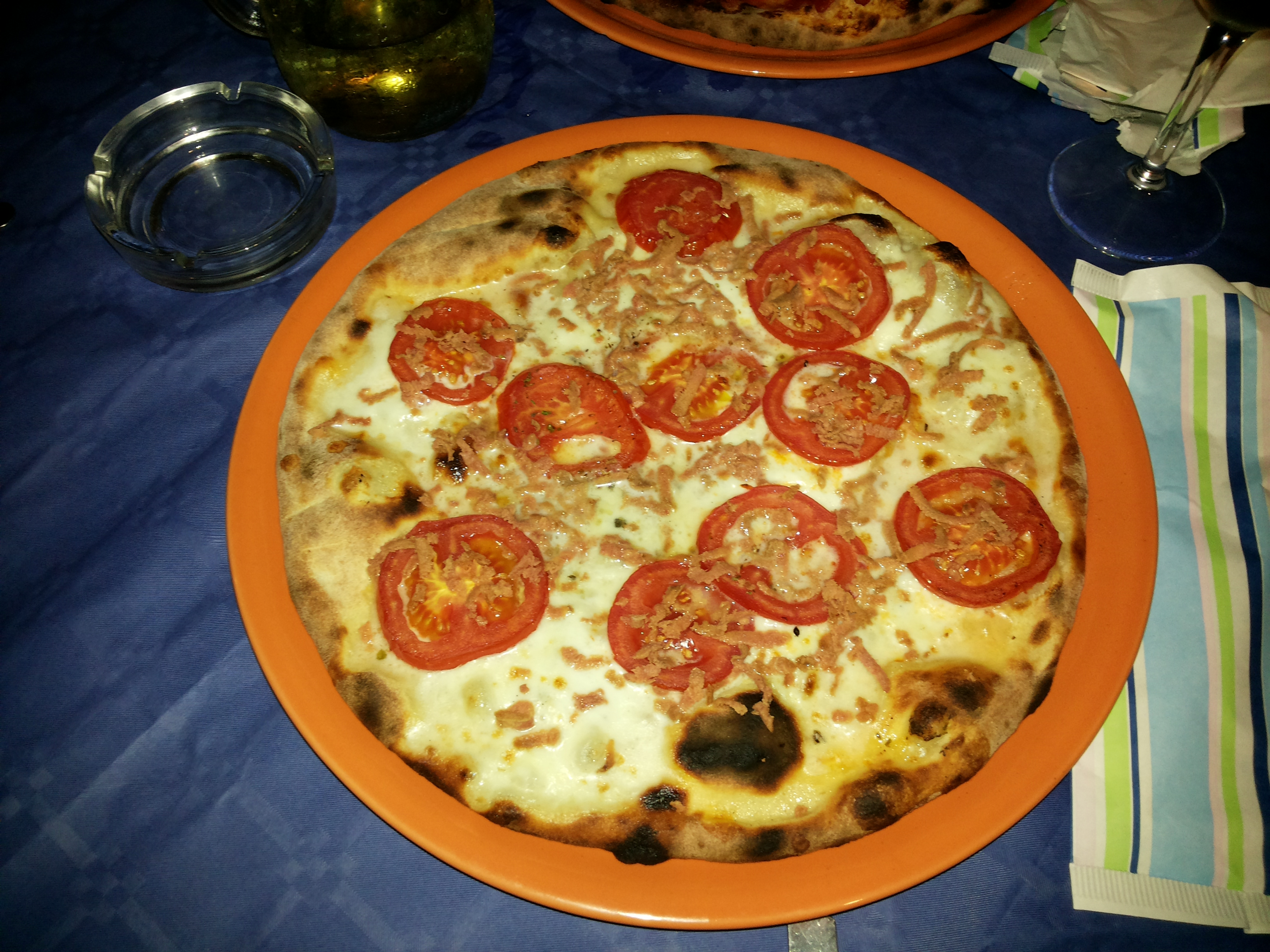
Pizza con bottarga di tonno (Castellammare del Golfo)

In Sardegna e in Sicilia in passato è diffusa l'abitudine di consumare la bottarga, sia quella di muggine, sia di tonno, come antipasto o come condimento per la pasta, grattugiata come si fa con il formaggio: l'abitudine si è poi estesa a tutta l'Italia tirrenica, soprattutto sugli spaghetti, dando vita alla ricetta degli spaghetti alla bottarga. In Sicilia si sfornano anche pizze di mare spolverate di bottarga.
Come antipasto si consuma la bottarga in fettine tagliate obliquamente, cosparse con un filo d'olio d'oliva, o poggiate su crostini imburrati. Un ottimo antipasto può essere costituito da mucchietti di ricotta frullata in un mixer e poi cosparsi con bottarga grattugiata, poggiati su crostini imburrati.
In Sicilia, a Trapani, si è soliti condirvi la pasta, sciogliendola grattugiata in mezzo bicchiere d'acqua calda della pasta, aggiunta a fuoco spento a un soffritto d'aglio.
Per degustarla al meglio, si è soliti impiegare delle lamelle di bottarga con scorze di limone e olio extravergine di oliva.

## Varianti linguistiche
- In italiano, la bottarga può essere chiamata anche “bottarda”.[2] Infatti, se usata nella cucina francese, così può essere scritta nei menu oppure tradotta come Botargue, Boutargue e Poutargue.
- In alcune zone della Sardegna, specialmente nell'algherese, la bottarga è detta anche bottariga. In Grecia, invece, è chiamata "αυγοταραχο".
- In Giappone, la bottarga viene chiamata "Karasumi" (カラスミ).